# 148 Dywizja Strzelecka (ZSRR)
148 Dywizja Strzelecka (ros. 148-я стрелковая дивизия) – związek taktyczny (dywizja) Armii Czerwonej.

## Formowanie i walki
Sformowana w 1939 roku, w obwodzie saratowskim. Po niemieckiej agresji na ZSRR broniła się pod Mohylewem i nad Dnieprem. Walczyła w obwodzie woroneskim i na łuku kurskim. W 1945 roku razem z 100 Dywizją Strzelecką i 304 Dywizją Strzelecką wchodziła w skład 106 Korpusu Strzeleckiego. W czasie walk na ziemiach polskich 148 DS dowodził płk Michaił Golcow. Dywizja uczestniczyła m.in. w ofensywie Armii Czerwonej rozpoczętej 12 stycznia 1945 roku, biorąc udział w przełamaniu niemieckich fortyfikacji Stellung a2, wyzwalała spod okupacji niemieckiej: Tarnopol, Lwów i Pragę.

## Dowódcy dywizji
- płk Filipp Czerokmanow
- płk Michaił Golcow

## Struktura organizacyjna
Skład 22 sierpnia 1944:
- 496 pułk strzelecki,
- 507 pułk strzelecki,
- 654 pułk strzelecki[3].